# عبد الحميد الغزاوي
عبد الحميد بن عبد السلام الغزاوي (ولد في 8 نوفمبر 1962) هو مواطن ليبي اُعتقل منذ يونيو 2002 حتى مارس 2010 في معتقل غوانتانامو الأمريكي في كوبا، لأن الولايات المتحدة كان تصنفه باعتباره عدو مقاتل، كان رقم الاعتقال التسلسلي الخاص به 654.
تم مراجعه تصنيفه كعدو مقاتل في نوفمبر 2004، ولم يتم العثور على أي دليل على انتمائه لتنظيم «القاعدة»، وحكمت المحكمة أنه لم يكن عدوًا مقاتلًا. ثم ثم عُرض على محكمة ثانية في يناير 2005 بعد 55؛ وقررت المحكمة الثانية اعتباره عدو مقاتل مرة أخرى، ولم تفصح المحكمة عن السبب والأدلة مُدعية «سرية المعلومات». بينما قال محاميه أنه لا يوجد أدلة جديدة ولكنها «محكمة صورية» تتبع سياسة إدارة بوش.
وفي 23 مارس 2010، أفرجت الولايات المتحدة عنه من غوانتانامو، نقلته إلى سجون دولة جورجيا.

## نشأته
ولد عبد الحميد في طرابلس في ليبيا عام 1962. تلقى تدريب في وزارة النقل البحري التجاري الليبية في مدرسة أبو ستة البحرية لمدة خمسة إلى ستة أشهر في 1979-1980 مع ما يقرب من 250 مجند ليبي، وتم إرسالهم إلى نقطة تدريب في باتان في الفلبين، ولكنَّ البرنامج فشل عادوا إلى ليبيا.
من عام 1985 إلى عام 1987 عمل في وزارة الطيران المدني. في أواخر الثمانينات ذهب إلى باكستان للعمل، ثم ذهب إلى أفغانستان في عام 1988 خلال الحرب السوفيتية في أفغانستان، ادعت الولايات المتحدة أنه تلقى بضعة أسابيع من التدريب في 1988-1989، لكنه قال أنه لم يطلق النار أبدًا.
وفي سبتمبر 2001 تزوج امرأة أفغانية وعاش في جلال آباد. وأنجب ابنة.

## الاعتقال
اعتقل في يناير 2002 من قبل الاستخبارات الأفغانية في كونار في أفغانستان. تم تسليمه إلى القوات الأمريكية في قاعدة باغرام. ثم تم نقله إلى غوانتنامو في يونيو 2002. ومثل بقية المحتجزين اُحتجز لسنوات محرومًا من أي تواصل مع محاميه وعائلته.

## صحته
قال محاميه في أكتوبر 2006 أنه مصاب بالتهاب الكبد الوبائي ب والسل، في ديسمبر 2007 قال أنه «لم يتم علاجه التهاب الكبد أو السل»، وأنه يتعرض «للموت البطيء».